# Jackie Cruz
Jackie Cruz (Queens, New York; 8 de agosto de 1986) es una actriz, cantante y exmodelo dominicana-estadounidense conocida por su papel de Marisol "Flaca" Gonzales en la serie de televisión de Netflix Orange is the New Black.

## Primeros años
Cruz nació en Queens, New York y creció alternadamente en Los Ángeles y República Dominicana. Fue criada por una madre soltera y habla con fluidez inglés y español. Cruz se inspiró para convertirse en una artista después de ver a Whitney Houston en El guardaespaldas, a la edad de siete años.
A los 16 años, Cruz se trasladó del apartamento de su madre y quedó sin hogar. Cuando tenía 17 años, fue víctima de un accidente de auto donde sufrió un neumotórax, así como un estado de coma. Debido a esto tuvo que someterse a una cirugía cerebral. Su canción "Sweet Sixteen" se basa en el incidente.

## Carrera musical
Cuando Cruz estaba en la secundaria, trabajó con will.i.am en un grupo de chicas llamado Krush Velvet, aunque el grupo nunca llegó a firmar para un sello discográfico. Su debut Hollywood Gypsy, fue lanzado de forma independiente en 2010.

## Vida personal

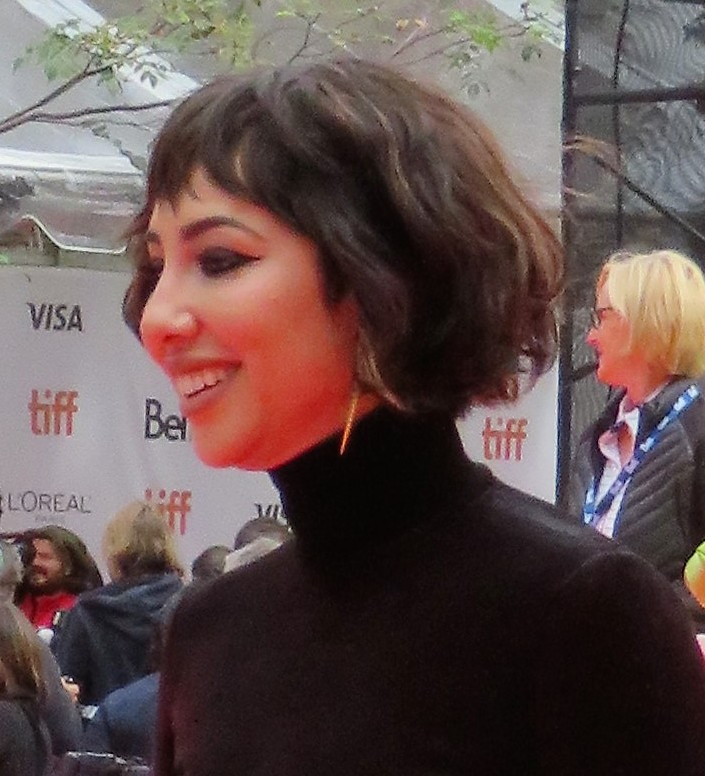
Jackie Cruz en el estreno de This Changes Everything, en el Toronto Film Festival de 2018

Se casó con Fernando Garcia en agosto de 2020. En diciembre de 2021 anunció que estaba embarazada de gemelos. En marzo de 2022 se hizo público el nacimiento de sus hijos, un niño y una niña.

## Actuación
En 2009, Cruz comenzó a hacer apariciones en el canal televisivo E! en la serie Kourtney and Kim Take Miami. Ella y Kourtney Kardashian se hicieron amigas después de reunirse en una clase de arte, lo que condujo a nuevas apariciones en la serie. En un episodio, Cruz y Kardashian se dieron unos besos. Kardashian indicó más adelante que estaba "muy avergonzada" por lo sucedido. Aunque Cruz declaró inicialmente que ella y Kardashian seguían siendo amigas después del incidente, Kardashian indicó más adelante que "nunca puedo hablar con Cruz de nuevo".
Cruz cita a Rita Moreno como una influencia en su actuación.

### Orange is the New Black
Cruz trabajaba como modelo así como camarera en Nueva York en el restaurante Lavo, antes de que fuese elegida como Marisol "Flaca" González en la serie Orange is the New Black. Continuó brevemente manteniendo su trabajo anterior durante el rodaje. Finalmente renunció al restaurante debido al tiempo que la insumía la actuación. Originalmente fue un personaje recurrente durante las tres primeras temporadas, se anunció en abril el año 2015 que será promovido a regular en la serie de la cuarta temporada y a partir de ahí esta tomo uno de los papeles protagónicos al hacerse hincapié en su pasado y sus determinaciones.
Marisol "La Flaca" Gonzales,  es una mexicana hija de madre soltera que es arrestada por fraude al vender imágenes impresas haciéndolas pasar por droga, a consecuencia de esto, un chico que creyó estar drogado se lanza desde el azotea de su secundaria.

### Good Girls
A partir del año 2020, Cruz se une a la serie original de Netflix "Good girls" (Chicas buenas para Latinoamérica) como Rhe, esposa y madre del hijo de Rio, quien se convierte en una cercana amiga de Elizabeth para posteriormente enterarse de que ella se acostó con su marido e intentó asesinarlo.

## Discografía
- Hollywood Gypsy (2010)

## Televisión
| Año           | Título                      | Rol                      | Episodio       |
| ------------- | --------------------------- | ------------------------ | -------------- |
| 2007          | The Shield                  | Graciela                 | "The New Guy"  |
| 2008          | My Own Worst Enemy          | Novia de Mendez          | "Down Rio Way" |
| 2009–2010     | Kourtney and Kim Take Miami | Ella misma               | 2 Episodios    |
| 2013–presente | Orange Is the New Black     | Marisol "Flaca" Gonzales |                |

## Filmografía
| Año  | Título                      | Rol            | Notas |
| ---- | --------------------------- | -------------- | ----- |
| 2020 | Tremors: Shrieker Island    | Freddie        |       |
| 2020 | A Nice Girl Like You        | Nessa Jennings |       |
| 2021 | Midnight in the Switchgrass | Suzanna        |       |
|      |                             |                |       |